# 御史台
御史台（ぎょしだい）は、中国歴史上の官署の一つである。秦・漢の時代にあっては、御史が監察事務の任にあたった。御史の執務する役所を御史府といい、蘭台・憲台とも称した。南朝梁・陳や北魏・東魏・西魏・北斉の時代に御史台と称された。隋・唐・五代・宋・金及び元の歴代の王朝においても設置された。御史台は中央政府の行政の監察機関であり、また中央司法機関の一つであって、百官の糾察、弾劾、綱紀の粛正にあたった。
唐の貞観年間以前は、御史台はただ百官の風聞を上奏するのみで、実質的な司法権力を持っていなかった。貞観年間に御史台に台獄（監獄）が設置され、特殊な案件を受理した。開元14年（726年）後半、御史をもってあてられる案件の受理を専門とする御史が設けられ、毎日一人が輪番で訴状を受理した。このときからすべての重大案件は、御史台、刑部および大理寺（zh）の3司法機関で連合して審理した。大理寺は犯人の尋問と判決案の起草を、刑部は再審査を担当し同時に御史台に監督と審査の報告をした。
御史台は御史大夫を長官とし、御史中丞が次官となって侍御史、殿中侍御史（zh）、監察御史（zh）を統率した。中唐以後御史大夫は欠員となることが多くなり、御史中丞が実際上の長官となった。宋代では、御史は寄禄官となり、御史台のことには携わらず、監察事務の実際は門下省の給事中（zh）、拾遺などの官職の任務となった。金・元代でも、御史大夫及び御史中丞が併せて設置されたものの、御史大夫は御史台の実務にはたずさわらず御史中丞が実質的な長官となった。
唐の光宅元年（684年）に御史台が改められ、京官（中央官）および軍隊の監察を専門とする左粛政台が設置され、別に地方の監察のために右粛政台が設置された。しばらく後に、左粛政台も地方の監察ができることとなった。両台は毎年春と秋に特使を巡察のため州県へ派遣し、春に派遣された者を風俗使、秋に派遣された者を廉察使と呼んだ。神龍元年（705年）に再び左御史台・右御史台に改められた。太極元年（712年）に右御史台が廃止されたが、翌年再び設置され、さらにしばらく後にまた廃止された。唐はまた洛陽に御史台を設置し、東都留台と称した。中唐以後、節度使・刺史などの外官であっても御史台官銜を置けるようになり、これを外台と呼んだ。
宋代では、元豊の改革ののち、再び官署として御史台が設置されたが、留台は設けられず、外官も御史台官銜を置けなかった。
元代では、御史制度が空前の発達をし、地方に行枢密院および行中書省と同様に御史台の機能を持つ行御史台が設立された。
明代に御史台は廃止され、改めて都察院が設けられた。清代でも引き続き都察院が設置された。

## 無官御史台
宋代、官僚養成学校である太学の学生は、気骨を極めて重んじ、国事に関心を持っていて、政府の施策を非難した。このことから太学の学生を「無官御史台」と呼んだ。